# The Real Thing: Words and Sounds Vol. 3
The Real Thing: Words and Sounds Vol. 3 è il terzo album discografico in studio della cantante statunitense Jill Scott, pubblicato nel 2007.

## Il disco
L'album è stato pubblicato nel settembre 2007 dalla Hidden Beach Recordings. 
Un'edizione speciale del disco contiene due registrazioni live rappresentate dai brani Golden e The Fact Is (I Need You) inserite come tracce aggiuntive. Inoltre in un'ulteriore edizione l'album è associato a un DVD. 
Il primo singolo estratto è stato Hate on Me, pubblicato nell'agosto 2007. Hanno fatto seguito altri due brani diffusi come singoli: My Love (novembre 2007) e Whenever You're Around (2008).
Riguardo alle vendite, l'album ha debuttato alla seconda posizione della classifica Billboard 200.

## Tracce
1. Let It Be – 1:50
2. The Real Thing – 3:24
3. Hate on Me – 3:29
4. Come See Me – 4:59
5. Crown Royal – 1:48
6. Epiphany – 2:31
7. My Love – 3:50
8. Insomnia – 3:55
9. How It Make You Feel – 4:32
10. Only You – 3:32
11. Whenever You're Around – 4:05
12. Celibacy Blues – 2:15
13. All I – 4:56
14. Wanna Be Loved – 3:22
15. Breathe – 2:06

## Classifiche
| Classifica (2007) | Posizione raggiunta |
| ----------------- | ------------------- |
| Olanda            | 65                  |
| Regno Unito       | 79                  |
| Stati Uniti       | 4                   |